# Zelolessica meizon
Zelolessica meizon är en nattsländeart som beskrevs av Mcfarlane in Mcfarlane och Cowie 1981. Zelolessica meizon ingår i släktet Zelolessica och familjen Helicophidae. Inga underarter finns listade i Catalogue of Life.